# 한채언
한채언(1974년 11월 8일~)은 대한민국의 성우이다.

## 출연 작품
굵은 글씨는 메인 캐릭터이다.
애니메이션
- 펭귄의 문제 (투니버스,대교 어린이 티비) - 허당찬
- 내 친구 우비소년 시리즈 (KBS) - 앨비수, 반장
- 재동아 학교가자 (KBS)
- 쾌걸롱맨 나롱이 (MBC) - 아짱나
- 열대펭귄 페닝 (MBC) - 마담 뽈레
- 페콜라 (MBC) - 미세스 버나드
- 우당탕탕 재동이네 (SBS) - 한누리
- 안녕 자두야 (SBS, 투니버스) - 친할머니
- 냉장고 나라 코코몽 (EBS) - 네콩
- 원더볼즈 (EBS)
- 인스턴트 메모리 (EBS) - 준, 요리사, 메이메이
- 아즈망가 대왕 (투니버스) - 박재경
- 짱구는 못말려 (투니버스) - 옆집 아줌마, 나미리, 훈이 엄마
- 나루토 (투니버스) - 가아라
- 메이저 (투니버스) - 서명주
- 피타텐 (투니버스) - 네로
- 꿈빛 파티시엘 (투니버스) - 할머니, 유 선생님, 여자 사감선생님
- 가정교사 히트맨 리본 (투니버스) - 비앙키
- 날아라 호빵맨 (투니버스) - 카레빵맨
- 신비한 별의 쌍둥이 공주 꼬옥! (투니버스) - 레몬, 메르바
- 부기팝은 웃지 않는다 (투니버스)
- 조이드 (투니버스) - 리제, 메리안, 여자 2
- 트리니티 블러드 (투니버스) - 아스타로셰 아스란
- Go! Go! 다섯 쌍둥이 (투니버스) - 한세호
- GTO (투니버스) - 우에하라 안코
- 학교괴담 (투니버스) - 윤희숙
- 시끌벅적 토마토 트윈스 (투니버스) - 엄마, 피트
- 미소의 세상 (투니버스) - 새롬
  - 미소의 세상 스페셜 (투니버스) - 새롬
- 꿈의 크레용 왕국 (투니버스) - 참깨참
- 헌티드 정션 (투니버스) - 야미코, 파란 저고리, 싹뚝싹뚝
- 탐정학원 Q (투니버스) - 미나즈키
- 사무라이 참프루 (투니버스) - 야츠하
- 무적왕 트라이제논 (투니버스) - 여자 2
- 바이스 크로이츠 (투니버스) - 헬
- 으랏차차 삼총사 (투니버스) - 미스 미스터
- 음양대전기 (투니버스) - 미사사
- 맡겨줘 돌고래 (투니버스) - 초록, 해설
- 웨딩피치 (투니버스) - 여학생 1, 릴리 엄마
- 레이브 (투니버스) - 로자
- 고스트 바둑왕 (투니버스) - 미타니
- 고쿠센 (투니버스) - 야스에 마담
- 학원 앨리스 (투니버스) - 윤미선
- 치즈 스위트 홈 (투니버스) - 집주인
- 울프스 레인 (투니버스) - 콜
- 소년탐정 김전일 첫 번째 극장판) (투니버스) - 조신혜
- 은장기공 오디안  (투니버스) - 니트로
- 레인 (투니버스) - 루이
- 까이유의 이야기 나라 (투니버스) - 엄마
- 이트맨 (투니버스) - 타샤나
- 바람을 본 소년 (투니버스) - 모니카
- 마루코는 아홉살 (투니버스) - 보보
- 츠바사 크로니클 (투니버스) - 아라시
- 33분 탐정 (투니버스) - 링링
- 천방지축 이나탁구부 (투니버스) - 수영부 선생
- 꼬마 마법사 레미 비바체 (투니버스) - 바바, 마조 토론
- 내일의 나쟈 (투니버스) - 켄노이
- 자이언트 로보 (투니버스) - 양지
- 다!다!다! (투니버스 - 미즈노 선생님, 루이, 나가사와 미키
- 드래건 드라이브 (투니버스) - 고카쿠
- 배틀짱 (투니버스) - 바로우 에샬롯
- 나의 지구를 지켜줘 (투니버스) - 하수 엄마
- 따끈따끈 베이커리 (투니버스) - 모니카 아데나워(미국팀)
- 똑바로 가자 (투니버스) - 소라
- 마술사 오펜 (투니버스) - 도친
- 엔젤릭 레이어 (투니버스) - 최상미
- 사이버시티 오에도 808 (투니버스) - 사라
- 부릉!부릉! 브루미즈 시즌 4 -  모드레드 (스피더 의 엄마)
- 투하트 (투니버스) - 권수민, 정아
- 멜티랜서 (투니버스) - F
- 15살, 나 살아있어요 (투니버스) - 엄마
- 아가사 크리스티의 명탐정 포와로와 마플 (투니버스) - 가정부
- 명탐정 코난 시리즈 (투니버스) - 오지인 형사, 노애리 변호사
- 블리치 (투니버스) - 다쓰키, 요시
- 은혼 (투니버스) - 마쓰
- 떴다! 방울이 (투니버스) - 지훈
- 엘르멘탈 제라드 (투니버스) - 퍼얼
- 달빛천사 (투니버스) - 여신
- 로봇전사 감마 (투니버스) - 두나, 대로 엄마
- 드래곤볼 극장판 (투니버스) - 쿠우라
- 드래곤볼Z 3부 (투니버스) - 트랭크스
- 꽃보다 남자 (투니버스) - 윤지, 양호선생님, 어린 세형
- 여신님 작다는 건 편리해 (투니버스) - 마라
- 오! 나의 여신님 ~싸움의 날개~ (투니버스) - 페이오스
- 쥬베이짱 2 - 시베리아 야규의 역습 (투니버스) - 쓰무라 미카게, 고자루
- 결계사 (투니버스) - 교코, 아이히, 쓰토무
- 에어마스터 (투니버스) - 아이카와 마키
- 황당용사 욜라세다 (투니버스) - 히아신스
- 메이저 극장판 - 우정의 강속구 (투니버스) - 이수동
- 개구리 중사 케로로 (투니버스) - 타루루
- 이누야샤 첫 번째 극장판 - 시대를 초월한 마음 (투니버스) - 하리
- 출동! 메가트레인 (투니버스) - 날쌩이
- 명탐정 코난 드라마스페셜 - 괴조 전설의 수수께끼 (투니버스) - 노애리
- 빌리의 대모험 (투니버스) - 코야
- 체포하겠어 (투니버스)
- 나의 파트라슈 (투니버스) - 얀
- 도쿄 매그니튜드 8.0 (투니버스) - 마리
- 네기마!? (애니맥스) - 세쓰나, 지즈루
- DARKER THAN BLACK -흑의 계약자- (애니맥스) - 줄라이
- DARKER THAN BLACK -유성의 제미니- (애니맥스) - 줄라이, 마담 오레이유
- 건퍼레이드 오케스트라 (애니맥스) - 고제키 사토미
- 택틱스 (애니맥스) - 시로타에
- 델토라 퀘스트 (애니맥스) - 안나, 크리
- 마술사 오펜 리벤지 (애니맥스) - 도친
- 솔티레이 (애니맥스) - 인테그라
- 사일런트 뫼비우스 (애니맥스) - 키디 페닐
- 오! 나의 여신님 극장판 (애니맥스) - 페이오스
- 제비뽑기 언벨런스 OVA (애니맥스) - 다치바나 이즈미
- 7인의 나나 (투니버스) - 고가라시
- 마법소녀 리리칼 나노하 (투니버스) - 알프
- 건방진 천사 (투니버스)
- 직스 (투니버스)
- 꼬마천사 고텐코 (대원방송) - 여왕님
- 프리큐어 Splash Star (대원방송) - 후프
- 엘하자드 OVA (애니박스) - 디바
- 안녕! 보노보노 (투니버스) - 포로리 엄마
- 난다 난다 니얀다 (재능TV) - 내레이터, 냥타(피코), 거미고양이, 안나 카발레리나
- 신비아파트: 고스트볼의 비밀 - 이드라, 무용선생님(7화)
- 신비아파트 고스트볼 ZERO - 빨간마스크, 은서
- 멋지다 코니 (재능TV) - 도무지, 루니
- 이웃집 아이들의 무시무시한 모험 (카툰 네트워크) - 컴퓨터, 즐거운 아이들 3
- 육가네 6쌍둥이 (카툰 네트워크) - 육천둥, 육막둥
- 오소마츠상 - 육막둥(마츠노 토도마츠)
- 꼬마유령 캐스퍼 - 메리 고스트마스 (카툰 네트워크)  - 홀리, 포일
- 꼬마유령 캐스퍼 - 새로운 모험 - 크리스
- 꼬마유령 캐스퍼 - 학교에 무슨 일이  - 지미, 미키, 더미걸, 헤디
- 로미오와 줄리엣: 바다표범의 사랑이야기 - 키시
- 치치랜드 (투니버스) - 타쿠

극장용 애니메이션
- 디워 - 린다 (엘리자베스 페나)
- 명탐정 코난: 제로의 집행인 - 노애리, 오지인
- 명탐정 코난: 감벽의 관 - 오지인
- 극장판 요괴워치: 섀도우 사이드 도깨비 왕의 부활 - 천유성
- 짱구는 못말려 극장판: 아뵤! 쿵후 보이즈 ~라면대란~ - 나미리, 서점 주인
- 짱구는 못말려 극장판: 격돌! 낙서왕국과 얼추 네 명의 용사들 - 나미리
- 짱구는 못말려 극장판: 동물소환 닌자 배꼽수비대 - 나미리
- 극장판 짱구는 못말려: 우리들의 공룡일기 - 나미리

게임
- 스타크래프트 II - 연합 부관, 제시카 홀
- 인피니티 온라인 - 쥬르
- 천지의 문 - 엔란
- 아머드 코어 넥서스 - 라나 닐센 / 퀸 크래프티
- 디아블로3 - 점술사
- 리그 오브 레전드 - 티모 / 징크스
- 월드 오브 워크래프트 - 투슈이 판다렌 수장 아이사 클라우드싱어
- 에이지 오브 코난
- 헤일로3 (XBOX 360) - 마린 10
- 메이플스토리 - 루미너스(여자)
- 메이플스토리2 - 제나, 마야
- 던전앤파이터 - 키리 더 레이디
- 블레이드앤소울 - 화중 사형, 백무한, 낙역지
- 클로저스 - 송은이
- 히어로즈 오브 더 스톰 - 크로미
- 키리노 매니아 - 사오리 마키시마
- 도타2 - 나가 세이렌
- 세븐나이츠 (다크나이츠) - 콜트